# Syndrom widzenia komputerowego
Syndrom Widzenia Komputerowego (z ang. Computer Vision Syndrome – CVS) – zespół zmęczenia oka spowodowany nadmierną pracą przy monitorze jakiegoś urządzenia (zazwyczaj komputera) objawiający się uczuciem suchości oczu. Jest spowodowany zaburzeniami filmu łzowego (warstwy łez okrywającej gałkę oczną). Zespół ten przejawia się zazwyczaj odczuwalnym dyskomfortem związanym z ciągłym wpatrywaniem się w ekran.

## Historia odkrycia CVS
W 1994 roku American Academy of Ophthalmology zdefiniowała syndrom widzenia komputerowego, uznając, że jest to "złożony zespół problemów dotyczący oczu i widzenia, powiązany z pracą do bliży, którą odczuwa się w trakcie korzystania z komputera lub powiązanych czynności". Składa się na nią zespół objawów, które zwykle doznają użytkownicy komputerów, a mogące mieć swe źródło przez działania w obszarze punktu bliży. 

## Przyczyny występowania CVS
Przyczyn potencjalnego wystąpienia syndromu widzenia komputerowego może być wiele. CVS może być spowodowany m.in.:
- rodzajem oświetlenia pomieszczenia
- natężeniem oświetlenia pomieszczenia
- odległością naszych oczu od monitora
- refleksami świetlnymi padającymi z ekranu
- pozycją oraz ułożeniem naszego ciała podczas pracy przed monitorem
- kątem nachylenia głowy podczas pracy

Duży wpływ na ewentualne wystąpienie zespołu ma także ewentualna wada wzroku. Jak pokazały wyniki badań, które niedawno przeprowadzono w USA, na wystąpienie objawów CVS ma olbrzymi wpływ to, jaką czcionkę wybierzemy do pracy z dokumentami. Badania na zlecenie Microsoftu wykonało Vision Ergonomics Research Laboratory. Okazało się, że zmiana czcionki, zarówno jeśli chodzi o jej kształt, jak i wielkość, ma wpływ na jakość widzenia, a zaburzenia wzroku ustępują. Ustalono, że najbardziej przyjazną oczom czcionką jest Verdana o wielkości 10–12.

## Objawy wystąpienia CVS
Aby mieć pewność przy zdiagnozowaniu syndromu należy udać się do specjalisty. Okulista może rozpoznać zespół widzenia komputerowego podczas badania wzroku. Zdiagnozowanie CVS wymaga dokładnego badania podczas którego należy wspomnieć lekarzowi o wszystkich ewentualnych problemach ze wzrokiem. Należy jednak zwrócić szczególną uwagę na ewentualne wystąpienie poniższych objawów które mogą jednoznacznie wskazywać na CVS:
- przemęczenie oczu
- bóle głowy
- niewyraźne widzenie
- suchość oczu
- ból szyi oraz barków
- zespół suchego oka
- podrażnienie oczu
- zapalenie spojówek

## Sposoby przeciwdziałania CVS
Można całkowicie wyeliminować lub przynajmniej zminimalizować szanse wystąpienia syndromu przestrzegając kilku prostych zasad pracy przed komputerem oraz innymi urządzeniami z monitorem (np. telewizorem):
- należy ustawić monitor urządzenia pod właściwym kątem tak aby światło padające do naszego oka nie było dla nas szkodliwe.
- ekran monitora powinien być umieszczony w odległości 40–75 cm od oczu,
- upewnić się aby kąt obserwacji zawierał się w przedziale (20–50)°,
- pamiętać o regularnych przerwach w pracy – nawet kilka minut przerwy dla naszych oczu może drastycznie zmniejszyć szanse wystąpienia CVS,
- zapewnić sobie wygodne oraz zdrowe dla naszych mięśni i kręgosłupa miejsce do siedzenia – to może zmniejszyć szanse wystąpienia bólów mięśniowych które często towarzyszą CVS.